# هنجار حقوقی
1. «حقوق عینی و حقوق ذهنی». بایگانی‌شده از اصلی در ۷ اکتبر ۲۰۰۸.

هنجار حقوقی، معیاری است که رفتار و کنش اجتماعی را در چارچوب فرامین و ممنوعیت‌های یک جامعه تنظیم می‌کند. این هنجارها با تعیین تعهدات و مجازات‌های قانونی، مرزهای میان آنچه فرد از نظر قانونی مجاز به انجام آن است و آنچه باید از آن اجتناب کند را مشخص می‌سازند.
هنجارهای حقوقی، قواعدی هستند که به منظور ارزیابی و حل و فصل قانونی منازعات میان اشخاص حقوقی یا میان این اشخاص و نهادهای دولتی به کار می‌روند. از آنجایی که تدوین یک قاعده مشخص برای هر دعوای حقوقی ناممکن است، هنجارهای حقوقی با استفاده از مفاهیم کلی و انتزاعی، قادر به پوشش دادن طیف گسترده‌ای از موارد حقوقی می‌باشند.

## تعریف و ساختار
هنجار حقوقی، دستوری عمومی و انتزاعی است که در یک قلمرو مشخص، تعداد نامعینی از افراد را برای تنظیم موارد قضایی متعدد مخاطب قرار می‌دهد. شاخصه اصلی یک هنجار حقوقی، پیوند دادن یک پیامد حقوقی به چگونگی ارتکاب یک عمل است و معمولاً از ساختاری شبیه به «اگر کسی... به...» پیروی می‌کند.

### نمونه
یک نمونه متداول از هنجار حقوقی، جرم بودن ضرب و شتم در قوانین اکثر کشورهاست. هنجار حقوقی مربوط به این موضوع به صورت زیر بیان می‌شود:
«اگر کسی انسانی را مورد ضرب و شتم قرار دهد یا تندرستی او را به مخاطره اندازد [چگونگی ارتکاب عمل]، به مجازات زندان یا جریمه نقدی محکوم می‌شود [پیامد حقوقی].»

## اهمیت و سلسله مراتب
هنجارهای حقوقی به ویژه در تدوین قوانین اساسی اهمیت دارند، زیرا باید فشرده و در عین حال دارای قدرت بیانی بالا باشند.
خصلت انتزاعی این هنجارها، انطباق آن‌ها را بر موارد مشخص دشوار می‌سازد و نیازمند تفسیر توسط متخصصان حقوقی است. تفسیر یک هنجار حقوقی به معنای استخراج معنای واقعی و مورد نظر قانون از آن است. این تفسیر می‌تواند از طریق روش‌های گوناگونی چون تفسیر زبانی، منطقی، تاریخی (بررسی متن در بستر تاریخی) و غایت‌شناسانه (بر اساس هدف قانون) صورت پذیرد.
هنجارهای حقوقی بر اساس سرچشمه حقوقی خود، دارای سلسله مراتب (hierarchy) هستند. برای مثال، هنجارهای مندرج در قانون اساسی از هنجارهای موجود در قوانین عادی بالاتر بوده و قوانین مادون باید تابع قوانین مافوق باشند.

## نظام حقوقی
بر اساس تعاریف مدرن، «نظام حقوقی» مجموعه‌ای از هنجارهای حقوقی است که در یک قلمرو، مکان و زمان مشخص اعتبار داشته و اجرای آن‌ها توسط مراجع دولتی تضمین می‌شود.